# Reconquête
Reconquête (česky Znovudobytí, stylizováno jako Reconquête!, zkratka R!) je francouzská krajně pravicová nacionalistická politická strana, která byla založena v prosinci 2021 Éricem Zemmourem. Sám Zemmour krátce po založení strany kandidoval v prezidentských volbách v roce 2022, ve kterých získal 7 % hlasů. Název strany je přímo odvozen od období zvaného Reconquista. 

## Zastoupení a volební výsledky
Ve volbách do Národního shromáždění 2022 strana získala 4,24 % hlasů a žádný mandát, ačkoliv několik poslanců stranu reprezentovalo na začátku roku 2022, kteří do strany vstoupili poté, co vystoupili ze stran, za které byli zvoleni ve volbách do Národního shromáždění 2017.
V evropských volbách v roce 2024 získala strana celkem pět mandátů. Krátce poté však kvůli vnitřním stranickým rozporům došlo k vyloučení několika členů a v následujících volbách do Národního shromáždění strana získala pouhých 0,75 % hlasů a žádný mandát. V červenci 2024 stranu nakonec reprezentoval jediný zástupce, europoslankyně Sarah Knafo, která vstoupila do radikální krajně-pravicové frakce ESN.

## Postoje
Předseda strany a její ústřední postava Zemmour dlouhodobě šíří konspirační teorie, například konspirační teorii o velké výměně. Kromě toho podporuje vysídlení ne-bělošských občanů Francie ze země, zásadní snížení míry imigrace do země, vystoupení Francie z vojenských struktur NATO, snížení daní pro nejchudší obyvatele, "de-islamizaci" Francie a zastává také euroskeptické postoje. Podporuje Donalda Trumpa.